# Hayley Mills
Hayley Catherine Rose Vivien Mills (Londen, 18 april 1946) is een Britse actrice en voormalig kindster.
Mills werd als dochter van acteur Sir John Mills en scenarioschrijfster Mary Hayley Bell en als jongere zus van Juliet Mills geboren.
Hoewel haar vader en moeder al in de filmwereld waren, kreeg ze haar eerste filmrol op 12-jarige leeftijd omdat ze door J. Lee Thompson ontdekt werd. Ze kreeg de hoofdrol in Tiger Bay (1959), die eigenlijk gespeeld zou worden door een jongen. Lillian Disney zag het optreden en op haar aanraden kreeg ze de titelrol in Pollyanna (1960). Voor haar rol in die film kreeg Mills een speciale Oscar.
Ze werd al snel door Disney gecast in The Parent Trap, waarin ze in een dubbelrol een tweeling speelde. De film werd, net zoals Pollyanna een groot succes. Hierdoor was Mills regelmatig in Disneyfilms te zien. Ze groeide uit tot meest populaire kindster uit haar tijd.
Nadat Disney in 1966 besloot om haar contract niet te vernieuwen, kreeg Mills een rol in The Trouble with Angels. Ze was haar brave imago en kinderlijk overkomen echter zat en verhuisde terug naar Engeland voor een volwassen rol in The Family Way (1966). In een scène was haar onbedekte achterwerk te zien. Dit zorgde voor veel controversie, waardoor Mills' carrière was beschadigd. Hierna nam de kwaliteit van de films waarin ze te zien was sterk af.
In 1987 was ze te zien in de voor Disney Channel gemaakte jeugdserie Good Morning, Miss Bliss, die echter al na dertien afleveringen werd stopgezet. In 1990 besloot ze te stoppen met acteren. In recente jaren keerde ze kort terug voor rollen in B-films.

## Filmografie
- Biblioteca Nacional de España: XX1333523
- Bibliothèque nationale de France: cb14207114q (data)
- Gemeinsame Normdatei: 141462256
- International Standard Name Identifier: 0000 0000 7983 4446
- Library of Congress Control Number: n93080732
- MusicBrainz: e627f92e-12b2-4f45-ad8b-bc3f8acaf35a
- Nationale Bibliotheek van Israël: 987007427056805171
- Nederlandse Thesaurus van Auteursnamen: 071436995
- SNAC: w6hv5m0f
- Trove: 1168265
- Virtual International Authority File: 12516676
- WorldCat: E39PBJwHmXDWP8q7wByKfgKjmd